# Frankisme
Ne doit pas être confondu avec Franquisme.

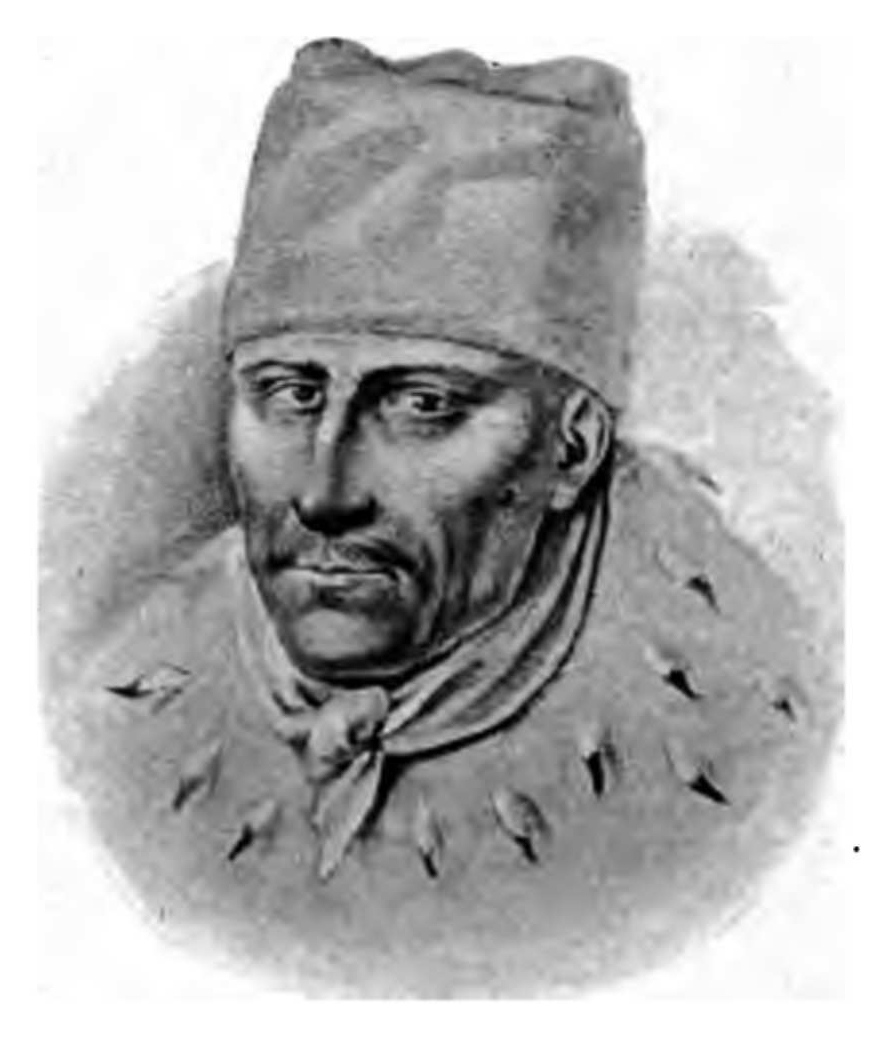
Illustration de Jakob Frank dans ses dernières années.

Le Frankisme est un mouvement religieux juif sabbatéen hérétique durant les XVIIIe et XIXe siècles, centré sur la direction du prétendant au Messie juif Jacob Frank, qui a vécu de 1726 à 1791. Frank rejeta les normes religieuses et déclara que ses partisans étaient dans l'obligation de transgresser autant que possible les limites morales. À son apogée, ce mouvement revendique plus de cinquante mille adeptes, composé principalement de Juifs vivant dans la République des Deux Nations, ainsi qu'en Europe centrale et Europe orientale,,.

## Description
Contrairement au judaïsme traditionnel qui fournit un ensemble de normes et de lois sociales, culturelles et religieuses détaillées (Halakha) régissant de nombreux aspects de la vie des juifs pratiquants, Frank affirme que "toutes les lois et tous les enseignements tomberont" et affirmait selon le courant de l'antinomisme, que la plus importante obligation de chaque individu est la transgression de toutes les limites.
Le frankisme est associé aux Sabbatéens de Turquie, un mouvement religieux qui identifia Sabbatai Tsevi, rabbin juif du XVIIe siècle, comme le Messie,. Comme le frankisme, les premières formes de sabbataïsme croient qu'en certaines circonstances l'antinomisme est la bonne voie. Tsevi lui-même accomplit des actions qui violent les tabous juifs traditionnels comme manger des aliments interdits par la cacheroute (lois alimentaires juives), ainsi que de célébrer les jours de jeûne prescrits comme jours de fête. Après la mort de Tsevi, un certain nombre de branches du sabbataïsme évoluent les rendant divisées entre elles concernant les aspects du judaïsme traditionnel qui doivent être préservés ou abandonnés. Dans le frankisme, les orgies prenaient une part importante du rituel.
Plusieurs autorités sur le sabbataïsme, telles que Heinrich Graetz et Aleksander Kraushar (pl), sont sceptiques quant à l'existence d'une doctrine frankiste distincte. Selon Gershom Scholem, une autorité du XXe siècle sur le sabbataïsme et la Kabbale, Kraushar a décrit les paroles de Frank comme "grotesques, comiques et incompréhensibles". Dans son essai classique "Redemption Through Sin", Scholem défend une position différente qui plaçe le frankisme comme une excroissance plus tardive et plus radicale du sabbataïsme. En revanche, Jay Michaelson soutient que le frankisme est "une théologie originale innovante, bien que sinistre" et à bien des égards, un écart par rapport aux formulations antérieures du sabbataïsme. Dans la doctrine sabbatéenne traditionnelle, Tsevi (et souvent ses partisans) prétendent être capable de libérer les "étincelles de sainteté cachées" dans ce qui semble être le mal. Selon Michaelson, la théologie de Frank affirme que la tentative de libérer les "étincelles de sainteté" est le problème, pas la solution. Au contraire, Frank affirme que le "mélange" entre saint et impie est vertueux.
Netanel Lederberg prétend que Frank a une philosophie gnostique dans laquelle il y a un "vrai Dieu" dont l'existence est cachée par un "faux Dieu". Ce "vrai Dieu" ne peut être révélé qu'à travers une destruction totale des structures sociales et religieuses créées par le "faux Dieu", conduisant ainsi à un antinomisme complet. Pour Frank, la distinction même entre le bien et le mal est le produit d'un monde gouverné par le "faux Dieu". Lederberg compare la position de Frank sur ce thème à celle de Friedrich Nietzsche.

## L'après Jacob Frank
Après la mort de Jacob Frank en 1791, sa fille Eve, déclarée en 1770 comme l'incarnation de la Shekhinah et donc demeure de la présence divine, continue à diriger le mouvement avec ses frères.